# Зеленик (Росія)
Зелени́к (рос. Зеленик) — присілок у складі Бабушкінського району Вологодської області, Росія. Входить до складу Бабушкінського сільського поселення.

## Населення
Населення — 15 осіб (2010; 26 у 2002).
Національний склад (станом на 2002 рік):
- росіяни — 100 %